# Stian Westerhus

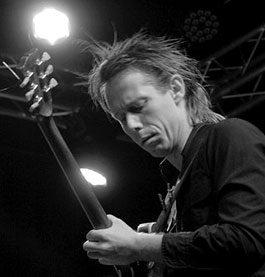
Stian Westerhus (2014)

Stian Westerhus (* 2. April 1979 in Steinkjer, Norwegen) ist ein norwegischer experimenteller Gitarrist. Er wurde bekannt als Mitglied der Band Puma und durch seine Zusammenarbeit mit Nils Petter Molvær.

## Leben und Wirken
Er studierte Jazz zunächst an der Middlesex University in Großbritannien (Bachelor), später an der Jazzakademie in Trondheim.
Seine Karriere begann in der experimentellen Rock-Band Puma, mit der er mehrere Alben aufnahm. 2009 erschien bei Rune Grammofon sein Solo-Debüt Galore, ein Jahr später das viel gepriesene Pitch Black Star Spangled. Ebenfalls 2010 spielte er auf Jaga Jazzists One-Armed Bandit, 2011 auf Nils Petter Molværs Baboon Moon. Seit 2010 kooperiert er regelmäßig mit der norwegischen Sängerin Sidsel Endresen. Für sein Debüt-Album Didymoi Dreams wurde das Duo 2012 mit dem Spellemannprisen ausgezeichnet. Westerhus trat auch als Gast auf Alben von Ulver auf und gab Konzerte mit Supersilent. Beim Moldejazz 2011 trat er mit dem Trondheim Jazz Orchestra auf, sie führten Westerhus’ Stück Ripples, Raptures and Disbelief. 2013 hatte er eine Live-Session bei BBC.
Er ist bekannt für seinen experimentellen, „rohen“ Spielstil mit einem hohen Einsatz elektronischer Elemente; er lässt sich nicht eindeutig einem Genre zuordnen. So spielte er in Jazz-Kontexten mit Molvær und Jaga Jazzist, experimentelle Improvisationsmusik mit Sidsel Endresen und auf seinen Solo-Alben, Metal als Monolithic mit Kenneth Kapstad von Motorpsycho sowie experimentellen Rock mit Puma und Ulver. Als wichtige frühe Einflüsse nennt er Jimi Hendrix, Mike Oldfield und King Crimson.

## Diskografische Hinweise
- Galore (Rune Grammofon, 2009)
- Pitch Black Star Spangled (Rune Grammofon, 2010)
- The Matriarch and the Wrong Kind of Flowers (Rune Grammofon, 2012)
- Sidsel Endresen & Stian Westerhus Didymoi Dreams (Rune Grammofon, 2012)
- Maelstrom mit Pale Horses (Rune Grammofon, 2014)
- Amputation (House of Mythology, 2016)
- Redundance (House of Mythology, 2020)
- Stian Westerhus / Teun Verbruggen: Earthbound Monochrome (Rat Records, 2023)